# Capitulul de Arad
Capitulul de Arad a fost un capitul colegial înființat la Arad, dedicat Sf. Martin de Tours în prima jumătate a secolului al XII-lea, cu sediul în prepozitura de Arad (astăzi ruine în satul Vladimirescu, cunoscut sub vechiul nume ca Glogovăț, în maghiară Glogovác sau Öthalom). Aici se afla până în secolul al XV-lea vatra vechii așezări a orașului-târg Arad.

## Date istorice
Prima atestare documentară a capitulului de la  Arad datează cel mai probabil din perioada 1131-1141, cel mai probabil 1135 când regele maghiar Bela cel Orb, decapitează 68 de nobili maghiari, care se răzvrătiseră împotriva autorității regale. Fiind orb regele era asistat de către soția sa, regina Elena de Rascia, de origine sârbă, despre care se afirma că era adevărata conducătoare a regatului maghiar.

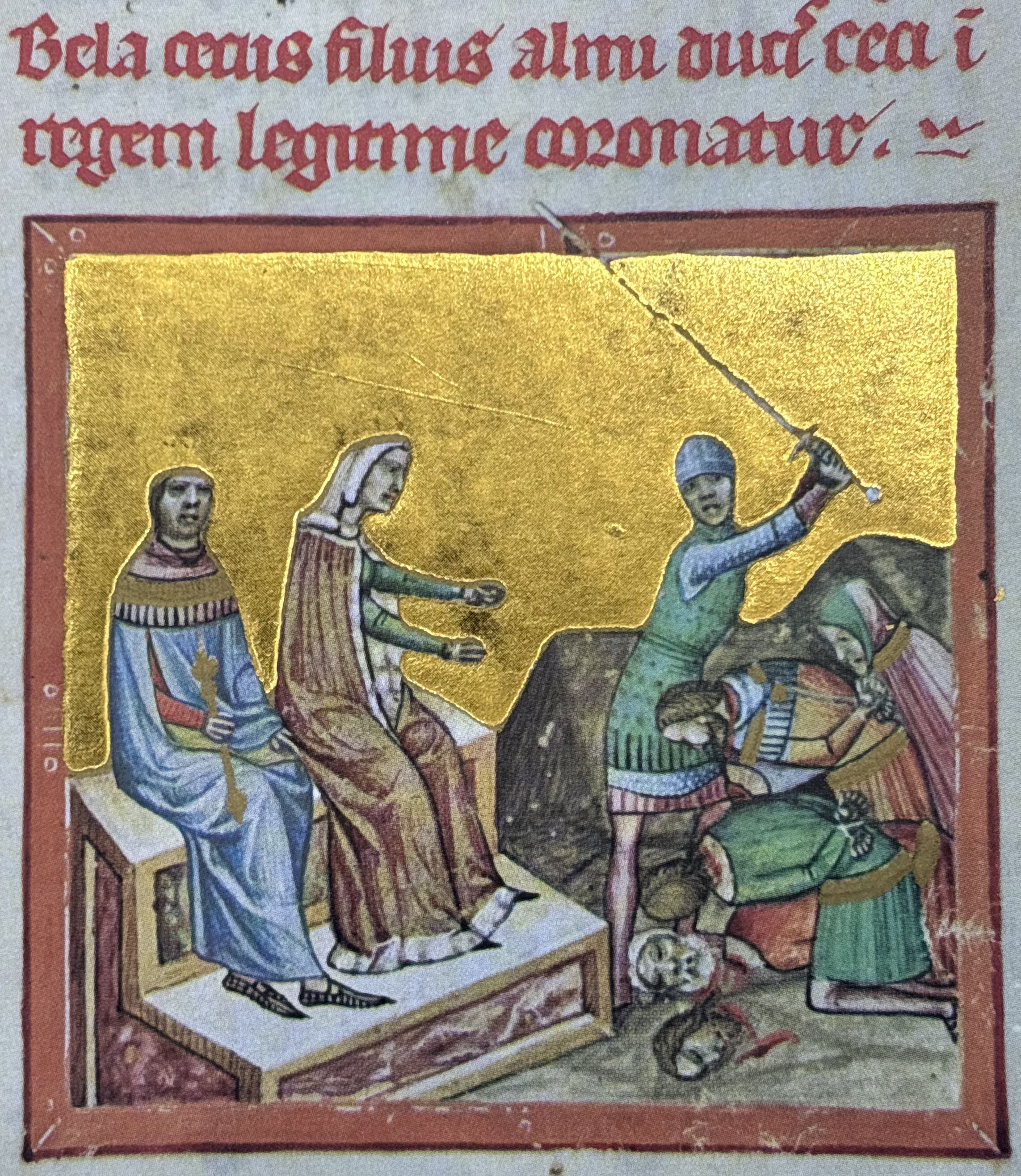
Decapitarea la Arad a nobililor adversari lui Bela II

## Organizare
Fiind fondat ca și capitul regal, capitulul era proprietate dependentă de autoritatea regelui și era din punct de vedere ecleziastic încredințată Arhiepiscopului de Strigoniu, primatul Ungariei, deși se afla în teritoriul Episcopiei de Cenad. Capitulul avea cel puțin 12 canonici, conduși de un provost.
În 1225 Papa Honoriu al III-lea a dorit extinderea controlului papal peste capitulul arădean numind un provost în persoana lui Johannes Caputius, dar care renunță în favoarea provostului instalat de către regele ungar. În 1229, capitulul de Arad devine „loc de autentificare/adeverire”, un fel de notariat pentru comitatele Arad, Zărand și Cenad, inclusiv aplicând proba prin foc ca mijloc de dovedire a veridicității anumitor mărturii.
Capitulul arădean era relativ bogat, acestuia cuvenindui-se cel puțin o treime din taxele ridicate pentru traversarea râului Mureș. De-asemenea acesta deținea proprietăți în șapte comitate.

## Lista provoștilor
| Durata            | Deținătorul titlului                   | Note                                             | Sursa |
| ----------------- | -------------------------------------- | ------------------------------------------------ | ----- |
| până în 1224      | Gottfried                              |                                                  | [ 5 ] |
| 1224 – 1225       | Ștefan                                 | vice-cancelar, ulterior devine episcop de Zagreb | [ 5 ] |
| 1225 –            | Johannes Caputius                      | numit de papa Honorius al III-lea                | [ 5 ] |
|                   | Albert                                 | sprijinit de regele Andrei al II-lea             | [ 5 ] |
|                   |                                        |                                                  |       |
| 1371 –            | Nicholas Garázda                       |                                                  | [ 5 ] |
|                   |                                        |                                                  |       |
| c. 1388 – c. 1392 | Ioan                                   |                                                  | [ 4 ] |
| c. 1395 – c. 1400 | Ladislau                               |                                                  | [ 4 ] |
| c. 1409 – c. 1412 | Petru                                  |                                                  | [ 4 ] |
| c. 1413 – c. 1421 | Ottobonis de Bellonis de Valencia, UJD | notar papal                                      | [ 4 ] |
| c. 1427           | Iacob                                  |                                                  | [ 4 ] |
| c. 1446           | Paul Emődi                             |                                                  | [ 4 ] |

## Vezi și
- Istoria Aradului
- Biserica Catolică
- Béla al II-lea al Ungariei